# Fernando María Castiella
Fernando María Castiella y Maiz (Bilbao, 9 de diciembre de 1907-Madrid, 25 de noviembre de 1976) fue un diplomático y político español durante la dictadura franquista. Catedrático de Derecho Internacional Privado, embajador de España en Perú y ante la Santa Sede y ministro de Asuntos Exteriores entre 1957 y 1969, así como miembro del Tribunal Permanente de Arbitraje Internacional de La Haya (desde 1939 hasta su muerte).
De carácter reformista y aperturista, ocupó entre febrero de 1957 y octubre de 1969 la cartera de Exteriores, consiguiendo el ingreso de España en la OCDE y en el FMI y el desarrollo completo de la independencia de Guinea Ecuatorial. Asimismo, presentó la primera carta solicitando en 1962 la entrada de España en la Comunidad Europea y trató de resolver el conflicto gibraltareño.

## Biografía
Nació en Bilbao el 9 de diciembre de 1907, hijo del médico oculista Juan Cesáreo Castiella Taramona, hijo de un comerciante textil originario de Sarvisé, en el  Alto Aragón, y de María Maiz Nordhausen, nacida en Matamoros, entonces perteneciente a  Texas, hija de Ángel Maiz, un vasco instalado primero  en Nueva Orleans y posteriormente en México, casado con una estadounidense originaria de La Grange, descendiente a su vez de colonos alemanes instalados en Texas.

### Estudios
Comenzó sus estudios primarios en el colegio marista de San Salvador de su ciudad natal, terminando el bachillerato en el Instituto General Técnico de Bilbao, en 1923, obteniendo matrícula de honor en todas las asignaturas y premio extraordinario de Bachillerato. Continuó sus estudios universitarios en Bilbao a partir de 1923 en el Colegio de Estudios Superiores de Deusto, de la Compañía de Jesús, examinándose como alumno libre en las Universidades de Zaragoza, Valladolid y Madrid. Fue precisamente en Deusto dónde entró en la Asociación Católica Nacional de Propagandistas (ACNP).
En febrero de 1930, con una beca de la Junta para la Ampliación de Estudios, se marchó a París para realizar un curso de especialización de dos años en el Institut des Hautes Études Internationales . 
Continuó en el curso 1932-1933 sus estudios de derecho internacional en La Haya, Ginebra y Cambridge.
En octubre de 1933 comenzó su carrera académica como profesor ayudante de clases prácticas de Derecho Internacional Público. Al año siguiente, el 24 de marzo de 1934, presentó su tesis doctoral sobre el tema: Origen, naturaleza y alcance de los dictámenes del Tribunal permanente de justicia internacional, con sobresaliente, convirtiéndose en doctor en Derecho por la Universidad de Madrid. Comenzó a enseñar derecho internacional en el recién creado Centro de Estudios Universitarios (CEU). En diciembre de 1935 ganó la oposición a la cátedra de Derecho Internacional de la Universidad de La Laguna (Canarias), aunque pidió la excedencia pocos meses después para seguir en Madrid.

### Carrera política
Fue vicepresidente de la Confederación Nacional de Estudiantes Católicos. Más tarde, trabajó en el diario de la Asociación Católica de Propagandistas, El Debate, donde dirigió la sección de política exterior.
Desde abril de 1931 fue miembro de la Juventud Monárquica de Bilbao y por ello fue el primer detenido en Bilbao con motivo de la proclamación de la República. Estuvo preso en la cárcel de San Sebastián entre noviembre y diciembre de 1931 acusado de un contrabando de armas y como propagandista activo de los círculos tradicionalistas de Bilbao, San Sebastián, etc. Durante la mayor parte de la guerra civil estuvo ocultándose de continuas persecuciones en Madrid, llegando a estar refugiado en la Legación de Noruega a partir de junio de 1937. La noche del 25 al 26 de febrero de 1939 cruzó a la zona franquista y el 6 de marzo fue nombrado oficial primero honorario del cuerpo jurídico militar. 
Se convirtió en director de la sección dedicada a las Relaciones Internacionales del Instituto de Estudios Políticos, fundado en septiembre de 1939. En 1941 compartió el Premio Nacional Francisco Franco de Literatura con José María de Areilza por la autoría de la obra Reivindicaciones de España, un alegato exaltado a favor de los derechos españoles sobre los territorios reclamados históricamente a Francia e Inglaterra, considerado también por otros como un ejemplar de literatura fascista, en el cual, en el contexto del auge inicial de las potencias del Eje en la Segunda Guerra Mundial, se desgranan los objetivos de una política imperialista en África, y claro está, Gibraltar, en clave de recuperación del «espacio vital». Se efectuaría, según Julio Rodríguez Puértolas, la identificación entre las luchas del fascismo español y el europeo. El libro llegó a ser considerado «altamente ofensivo» por la diplomacia británica. Las críticas antibritánicas influyeron años más tarde en la negativa del gobierno de Londres a conceder a Castiella el plácet como embajador en ese país.
Nombrado en enero de 1941 miembro del Consejo de la Hispanidad, por orden de 7 de abril sería designado dentro de su cancillería, conformada según la orden, además de por el propio Castiella, por los consejeros Antonio Tovar, Jesús Pabón, Felipe Ximénez de Sandoval, Santiago Magariños y Manuel Aznar.
Durante la Segunda Guerra Mundial se alistó y fue voluntario en la División Azul en el Frente Oriental. En concreto, se alistó como soldado raso (renunciando al grado de capitán, al que tenía derecho por sus estudios), siendo destinado ocho meses en la Sección de Asalto de la 15.ª Compañía, Plana Mayor, del Regimiento de Infantería n.º 262 cerca del río Voljov a su paso por Nóvgorod y también en la Plana Mayor. Estuvo encargado de transmisiones, enlace en moto y lucha en primera fila en algunas ocasiones, regresando en 1942.
A su regreso a España, fue nombrado delegado nacional del Servicio Exterior de Falange, sustituyendo al cesado Felipe Ximénez de Sandoval que había sufrido una pelea con unos monárquicos y había sido acusado de homosexual; accedió al cargo el 11 de noviembre de 1942. Castiella, no obstante, se desmarcó pronto de este  juego político. En marzo de 1943 había renunciado a la Delegación Nacional del Servicio Exterior de Falange, cargo del que nunca tomó posesión.
Ejerció de director del Instituto de Estudios Políticos entre 1943 y 1948. y primer decano de la Facultad de Ciencias Políticas y Económicas de la Universidad de Madrid. Dicha facultad fue creada por la Ley de Ordenación Universitaria de 29 de julio de 1943 y puesta en vigor por las órdenes ministeriales de 7 de septiembre y de 29 de enero de 1944, que fijaban sus normas de funcionamiento, comenzando las clases en febrero de 1944 y en el mes de julio fue aprobado el decreto que establecía la ordenación del centro.
Intervino, desde el Instituto de Estudios Políticos, como redactor del llamado «Fuero de los Españoles», ley fundamental del franquismo aprobada en 1945.

### Embajador en Perú (1948-1951)
Nombrado embajador en Perú en 1948, llegó a Lima a mediados de junio. Consiguió restablecer relaciones bilaterales, el apoyo peruano en votaciones sobre España en la Asamblea de Naciones Unidas de 1949 y 1950, así como las bases para un apoyo peruano para el ingreso de España en Naciones Unidas, que tendría lugar el 14 de diciembre de 1955.

### Embajador ante la Santa Sede
En 1951 fue destinado al Vaticano para sustituir a Joaquín Ruiz-Giménez como embajador ante la Santa Sede. La gestión más conocida del servicio de Castiella fue la compleja negociación, iniciada por su antecesor, que llevó a la firma del Tratado del Concordato entre el Estado español y la Santa Sede el 27 de agosto de 1953. El tratado fue firmado por el secretario de Estado de la Santa Sede Domenico Tardini y por parte española por el ministro de Asuntos Exteriores Alberto Martín Artajo y por el propio Castiella. El tratado significó el reconocimiento de la Iglesia Católica en España y una serie de privilegios políticos, legales, económicos y fiscales, como que los matrimonios canónicos fueran obligatorios para todos los católicos, exenciones fiscales para sus bienes y actividades o el derecho de constituir universidades. Por su parte, el gobierno español controlaba el nombramiento de los obispos y obtenía reconocimiento internacional.
Fue relevado en el cargo de embajador en 1957 por Francisco Gómez de Llano.

### Ministro de Exteriores (1957-1969)
Tras su llegada al cargo de ministro Asuntos Exteriores el 25 de febrero de 1957, Castiella gestionaría el ingreso de España en organizaciones internacionales como la Organización para la Cooperación y el Desarrollo Económicos (OCDE), el Fondo Monetario Internacional (FMI) o el Banco Internacional de Reconstrucción y Fomento.

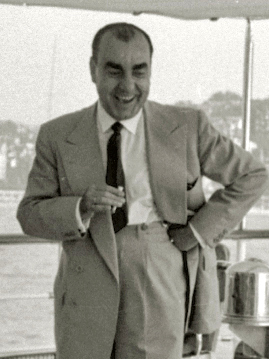
Castiella chocó con Luis Carrero Blanco en cuestiones como el proceso de descolonización o la libertad religiosa.

Igualmente, al poco de llegar al cargo procedió a negociar convenios de doble nacionalidad con países hispanoamericanos, empezando por el de Chile. Se llegó a suscribir once convenios durante su mandato.
En el contexto de la crisis provocada por la Guerra de Ifni, Castiella negoció directamente con el entonces ministro de Exteriores marroquí Ahmed Balafrej, tomando parte en unas conversaciones que culminaron en el Acuerdo de Cintra del 1 de abril de 1958, por los que España transfirió la parte sur del protectorado —el Cabo Juby— y la mayor parte de Ifni a Marruecos, aunque retuvo Sidi Ifni por un tiempo.
Castiella, que tuvo sendos encuentros en septiembre de 1959 con el presidente del Consejo de Ministros francés De Gaulle en París, y el 24 de octubre de 1959 con el ministro de Exteriores Maurice Couve de Murville con motivo del tricentenario del Tratado de los Pirineos en la isla de los Faisanes, consiguió mejorar las relaciones con Francia. Invitado el 9 de noviembre de 1959 a Bonn por el gobierno de Alemania Occidental, Castiella trató también de efectuar avances en las relaciones diplomáticas con Alemania e, incluso, el Reino Unido, si bien la cuestión de Gibraltar fue un obstáculo en este sentido.
El 9 de febrero de 1962 presentó la primera solicitud de ingreso de España en la Comunidad Económica Europea dirigida al entonces presidente del Consejo Maurice Couve de Murville, que fue denegada. El llamado «Informe Birkelbach» resultó a la postre un obstáculo insalvable.

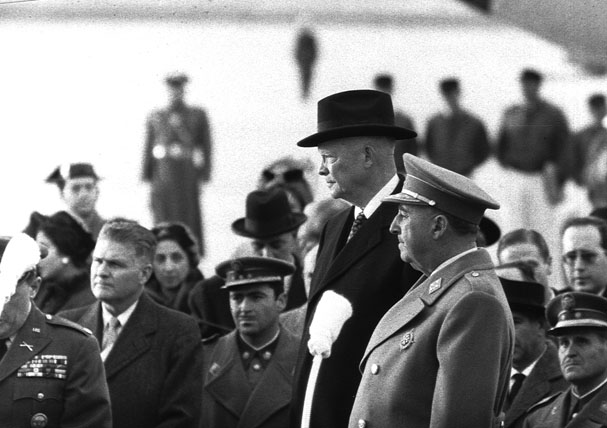
La visita del presidente estadounidense Dwight Eisenhower a España en 1959 es considerada el símbolo del fin del aislamiento internacional de España.

Fue propulsor dentro del régimen de la libertad religiosa, en lo relativo a la defensa de las minorías no católicas, chocando con la visión conspiratoria de Franco, compartida por Carrero Blanco, de que los templos protestantes serían un foco de liberalismo y un peligro para el régimen. En ese sentido, el 10 de septiembre de 1964 llevó al Consejo de Ministros un proyecto de «Ley sobre la condición jurídica de los acatólicos y de las confesiones acatólicas en España». Carrero se opondría a dicho proyecto formalmente. Posteriormente, ya en 1967, se modificaría el Fuero de los Españoles para introducir la «libertad religiosa» en sustitución de la «tolerancia de cultos».
Castiella invitó a visitar España a Dwight D. Eisenhower; el presidente estadounidense aceptó en otoño de 1959. Este efectuaría la visita el 21 de diciembre de 1959.
El 24 de septiembre de 1963 propuso en la Asamblea General de la ONU uno de sus proyectos menos realistas de manera infructuosa —fue totalmente ignorado—: la conformación de una «Comunidad Atlántica», que perseguía escapar de la dinámica excluyente de bloques, una triangulación Estados Unidos-Europa-Hispanoamérica, y reforzar a España como interlocutora.

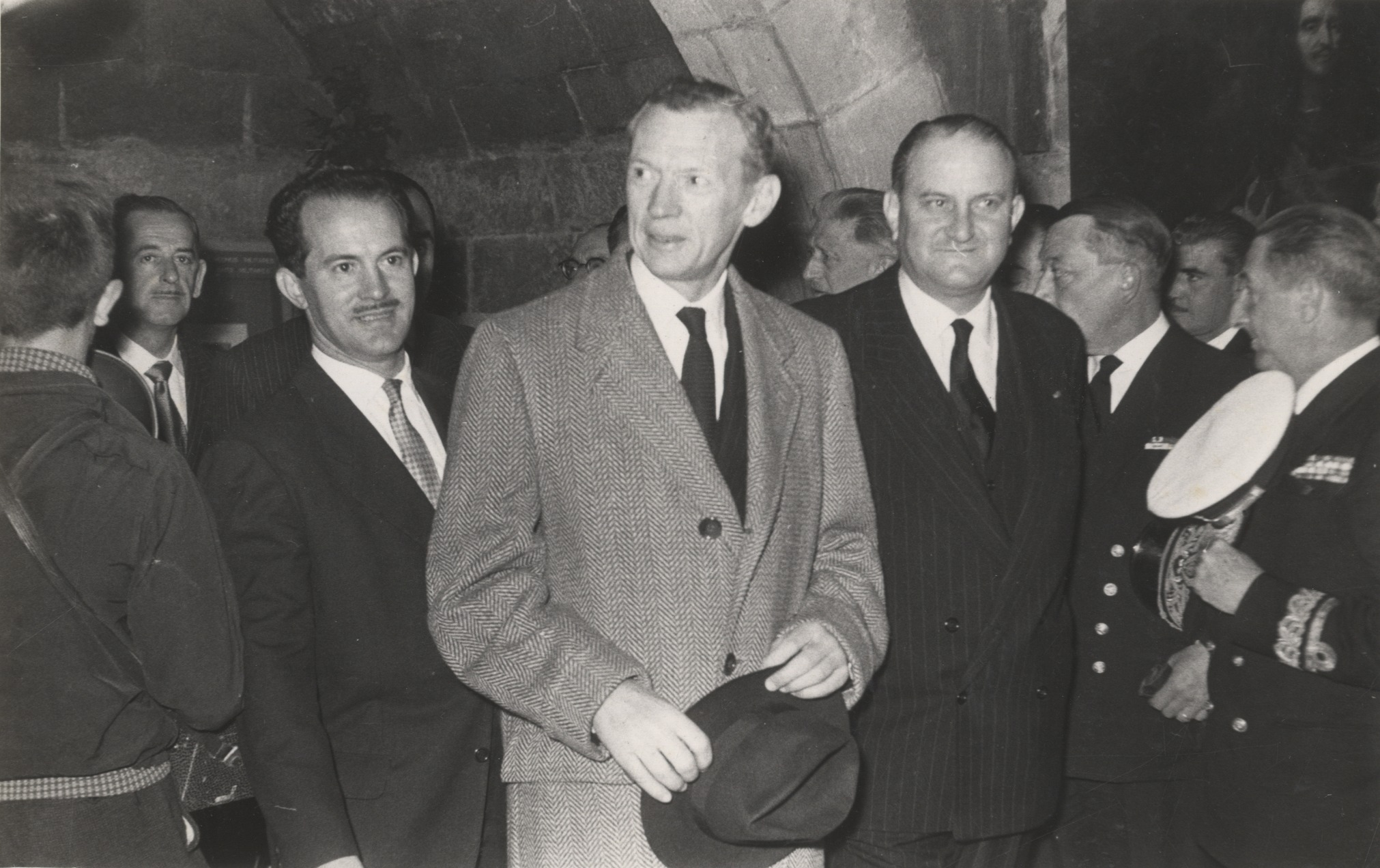
Fotografiado en 1959 en Fuenterrabía con el ministro francés Maurice Couve de Murville en los fastos del tricentésimo aniversario del Tratado de los Pirineos.

En relación con Portugal, país que sufrió la anexión de Goa en 1961, al que estallaría también la guerra en Angola, y que era en aquel momento un país más reticente a las inercias anticolonialistas que España, embarcada esta última desde 1956, y en particular desde 1960, en una dinámica descolonizadora pragmática con la vista puesta en la recuperación de Gibraltar, se trató de conjugar un compromiso consistente entre el apoyo al país vecino con un discurso modulado que a su vez no levantara en exceso las suspicacias de los países del Tercer Mundo.
Otra prioridad fue el interés por el Mediterráneo y unas relaciones estrechas con el Magreb, basada en la relación de amistad existente,sin olvidar la dependencia energética española y reanudando contactos con los restantes países árabes de la zona.
La preocupación por la descolonización, con la intención de facilitar el acceso a la independencia de los pueblos dependientes, hizo que Castiella organizara una Conferencia Constitucional en Madrid para Guinea (1967-1968), que elaboró la Constitución de Guinea Ecuatorial de 1968, preparando la independencia de esta colonia.
El mejorar las relaciones con Estados Unidos, incluyendo la renegociación de los Acuerdos en 1963 fue otra importante prioridad.. Castiella quería una renegociación, pero solo consiguió un aplazamiento no renovado. Su enfrentamiento con el almirante Carrero Blanco, ministro subsecretario de la Presidencia, sobre Guinea y la desconfianza del general Franco ante una política descolonizadora que no compartía con gusto, llevó a un estancamiento de las negociaciones en 1968, una prórroga de 6 meses hasta junio de 1969 y finalmente un compromiso nuevo de prórroga hasta agosto de 1970, firmada por Gregorio López Bravo, su sucesor en el cargo.
Luchó por conservar y mejorar las excelentes relaciones con los países de Hispanoamérica y también con Filipinas, donde defendió el castellano en Manila.
Y para mejorar el trabajo del Ministerio de Exteriores, organizó la mejora y modernización del trabajo consular, aumentando el dispositivo administrativo con más medios y mejorando los servicios existentes

### La carta de Castiella
La primera postura del gobierno de Franco, con Castiella como ministro de Exteriores, ante la constitución de las instituciones europeas fue la de marcar un compás de espera ante el desarrollo de los acontecimientos sin definir una política oficial. A principios de 1960, el Ministerio de Asuntos Exteriores español barajaba tres alternativas: la entrada en la EFTA, el ingreso en la Comunidad Económica Europea o no optar por ninguno de las dos instituciones anteriores. En este sentido, en septiembre de 1960 se estableció una misión diplomática ante la CEE con el objetivo de recabar información y la de “esperar y ver”. Sin embargo a mediado de 1961 los acontecimientos ligados con el proceso de integración llevaron a un cambio de estrategia en la política exterior española con respecto al proyecto europeo al ponerse de manifiesto el camino sin salida que suponía la posición de esperar y la posibilidad real de aislamiento de España. En este sentido, por ejemplo se manifestó la Dirección General de Política Exterior que, en octubre de 1961, elaboró un informe en el que defendía la necesidad de tomar una decisión política frente al Mercado Común. Se escogió la vía de asociación a la CEE como la más adecuada. Pensaban las autoridades de exteriores que la economía española no estaba preparada para la adhesión y que esta además exigía una homologación política que el gobierno español no estaba dispuesto a aceptar.
El 9 de febrero de 1962, Castiella escribió una carta a Maurice Couve de Murville, presidente del consejo europeo, en la que solicitaba el estatus de país asociado a la Comunidad Económica Europea. En la misiva manifestaba: "una asociación susceptible de llegar en su día a la plena integración después de salvar las etapas indispensables para que la economía española pueda alinearse con las condiciones del Mercado Común”. En la carta, partiendo de la vocación europea del país, su situación geográfica y sus intereses económicos, solicitaba una asociación con la Comunidad, que teniendo en cuenta su situación económica, permitiera más adelante su definitiva incorporación.
Esta fue la primera vez que un país con un régimen dictatorial europeo solicitaba su inclusión en la CEE. La solicitud tenía su origen en el cambio de planteamiento de la dictadura franquista, que buscaba una mayor apertura en términos económicos con medidas como el Plan de Estabilización de 1957, mencionado en la carta, dentro del marco del denominado “desarrolladismo” español. Las medidas, inspiradas en las propuestas del FMI y el Banco Mundial pretendían mejorar la economía atrayendo más inversiones extranjeras, reduciendo el gasto público y el intervencionismo económico y regulando la banca. Los cambios fundamentales que supusieron fueron, entre otros, una sociedad más industrial con un fuerte crecimiento del sector servicios en merma de la agricultura. 
La apertura al exterior pretendía un aumento de los intercambios comerciales a través de la integración de España en los diferentes organismos y organizaciones internacionales y así lo hacía constar el la carta, siendo las ventajas económicas (reciprocas) las que impulsan toda la redacción, así cuando menciona “Preocupado mi Gobierno con acelerar el desarrollo económico del país” o cuando se refiere a las exportaciones agrícolas “son un Capítulo fundamental del comercio exterior español”. 
Antes de la referida carta se había producido la inclusión de España en el FMI y Banco Mundial (1958) y en la OECE (1959) que supuso relaciones comerciales con diferentes países de Europa. 

#### Negociaciones sobre Gibraltar
Castiella fue conocido por su lucha para conseguir que la plaza de Gibraltar volviera a ser española. Para Castiella, había que exponer ante Gran Bretaña los títulos españoles, las pruebas a favor de España y la mutua conveniencia de terminar con este problema secular entre los dos países. A los habitantes de la colonia ofreció generosas propuestas que nunca fueron descalificadas. Y luchó ante todos los organismos internacionales para explicar y razonar este caso. Tuvo que plantear este tema en Naciones Unidas para enfrentarse a la política británica que inscribió el tema de Gibraltar ante el Comité de Descolonización de Naciones Unidas, pretendiendo de esta forma ampararse en la ola descolonizadora de los años sesenta. Sin la reacción de Castiella, los ingleses hubieran podido “descolonizar” a la colonia de Gibraltar, estableciendo un nuevo estatus internacional para la ciudad, lo que llevaría a la caducidad del tratado de cesión en el que una cláusula previsora impone la retrocesión a España en el caso de que el Reino Unido renuncie a su soberanía. Por ello el trabajo de Castiella fue impedir que la colonia perdiera su lazo jurídico de origen con España. La Asamblea General de la ONU aprobó dos resoluciones sobre el tema (2231 (XXI), "Cuestión de Gibraltar" y 2353 (XXII), "Cuestión de Gibraltar" ), realizándose la primera propuesta formal de devolución, llevada a cabo el 16 de mayo de 1966 por el ministro de Asuntos Exteriores Fernando María Castiella.
En junio de 1969 adoptó la medida  temporal de cerrar la verja con Gibraltar; aunque España se limitó la medida a aplicar los términos del Tratado de Utrecht, el cierre causó un gran impacto. Castiella llegó a ser conocido como el «Ministro del Asunto Exterior» (por su empeño en recuperar Gibraltar). La verja volvería a ser abierta trece años más tarde y por presión británica por el ministro de Exteriores Fernando Morán.
Cesó como ministro de Exteriores el 29 de octubre de 1969 tras el desenlace de la crisis de Gobierno provocada por el llamado «Caso Matesa», saliendo del gabinete ministerial junto con Manuel Fraga y José Solís. Fue relevado por Gregorio López-Bravo, del Opus Dei.

### Actividad tras octubre de 1969
Tras su cese ministerial se reincorporó a su cátedra universitaria en la Universidad Complutense de Madrid y fue miembro del Consejo del Banco Hispano Americano.
Elegido académico de número (medalla 20) de la Real Academia de Ciencias Morales y Políticas el 17 de diciembre de 1974, ingresó como miembro en la institución el 25 de mayo de 1976, con la lectura del discurso Una batalla diplomática (1918-1926).
Falleció en Madrid el 25 de noviembre de 1976, al sobrevenirle un infarto de miocardio cuando salía de los ascensores del edificio central del Banco Hispano Americano para asistir a una reunión del Consejo de Administración del banco. Fue enterrado al día siguiente en el cementerio de Derio (Vizcaya), en un acto presidido por Marcelino Oreja.

## Legado
Su legado, según el historiador Florentino Portero, es el de la incorporación plena de España al proceso de integración europeo, así como «el mantenimiento de un vínculo trasatlántico que dotara, tanto a España como al conjunto de Europa, de una garantía de seguridad frente a la amenaza del comunismo soviético». También incluye una serie de enfrentamientos en el propio gobierno, relacionados con temas como la abolición de la pena de muerte, la revisión de los convenios con Estados Unidos y la descolonización de Guinea y del Sahara, último ejemplo que llevaría a su cese. «Para un hombre con un fuerte sentido del deber y del servicio a la Nación, aquellos años vividos en el Palacio de Santa Cruz debieron ser difíciles y, a menudo, muy ingratos." Portero considera que "Castiella representa la madurez de la política exterior española, con sus contradicciones e inevitables tensiones. Durante décadas, en la dictadura o en la democracia, nos hemos movido dentro de los escenarios que él esbozó y a través de diplomáticos que, en gran medida, se formaron con él o en su legado. El nombre de Castiella está intrínsecamente unido a la acción exterior de España tras la Segunda Guerra Mundial, una España que vuelve a sentir la atracción europea y que se enfrenta al reto de la modernización».
Según Marcelino Oreja Aguirre, la voluntad de Castiella de perseguir una política exterior a largo plazo y objetiva que trascendiera el sistema a corto plazo no fue siempre congruente con la política interior del país. De acuerdo con Sepúlveda Muñoz, durante su mandato la política exterior española proyectó una retórica de la doctrina de la Hispanidad más agresiva que la empleada durante el mandato de su antecesor Alberto Martín Artajo, aunque sin alcanzar los extremos del periodo de Serrano Suñer como ministro de Exteriores.
Sus posturas en lo referente a la cuestión de la descolonización encontraron fricciones con las defendidas por Luis Carrero Blanco.
Según Celestino del Arenal, Castiella persiguió como ministro una desideologización de la política exterior y de la política hispanoamericana. El autor también señala que varios rasgos de la política exterior desarrollada durante la España democrática ya se encontraban en la política exterior de Castiella.

## Obras
- Reivindicaciones de España, junto con José María Areilza, prólogo de Alfonso García Valdecasas.[53] Instituto de Estudios Políticos. Madrid, 1941.[n. 3]
- El problema internacional en la mente del Papa. Instituto de Estudios Políticos, Madrid 1946.
- Negociaciones sobre Gibraltar presentados a las Cortes Españolas por el Ministro de Asuntos Exteriores. Madrid, 1966 (también conocido como El Libro Rojo sobre Gibraltar)

- España y ONU, Vol.1, 1945-46 La cuestión española: documentación básica sistematizada y anotada, Madrid, 1978.

- Una batalla diplomática (Ed. Planeta). Barcelona, 1976

## Situación familiar

Escudo como caballero de la Orden de Carlos III.

Fernando María Castiella estuvo casado con Soledad Quijano Secades (Santander, 1920-Madrid, 2014) y tuvo cuatro hijos: Fernando (1947-2003), Sol Pía, María Begoña y Cristina M. Luisa Castiella Quijano.[cita requerida]

## Reconocimientos
- Cruz de Honor de la Orden de San Raimundo de Peñafort (1944)[55]
- Gran Cruz de la Orden de Isabel la Católica (1946)[56]
- Gran Cruz de la Real y Muy Distinguida Orden de Carlos III (1953)[57]
- Gran Cruz de la Orden de Santiago de la Espada (1961)[58]
- Gran Cruz (con distintivo blanco) del Mérito Naval (1962)[59]
- Gran Cruz (con distintivo blanco) de la Orden del Mérito Militar (1962)[60]
- Gran Cruz (con distintivo blanco) de la Orden del Mérito Aeronáutico (1962)[61]
- Gran Cruz de la Orden de Cisneros (1968)[62][n. 4]
- Gran Cruz de la Orden Civil del Mérito Agrícola (1969)[64]
- Gran Cruz de la Orden Imperial del Yugo y las Flechas (1969)[65]
- Las medallas de oro de los siete municipios del Campo de Gibraltar (1977, a título póstumo; San Roque le retiró la suya en 2016).[66][67]
- Una avenida que llevó su nombre en San Roque; renombrada sin embargo en 2016 por aprobación del pleno del Ayuntamiento de San Roque.[66][68]